# South Miami Heights
South Miami Heights è un Census-designated place degli Stati Uniti d'America situato nella parte meridionale della Contea di Miami-Dade dello Stato della Florida.
Secondo le stime del 2010, la città ha una popolazione di 33.522 abitanti su una superficie di 12,80 km².